# Spondiloartriti sieronegative
Le spondiloartriti sieronegative (anche spondiloentesoartriti sieronegative, per sottolineare il frequentissimo coinvolgimento delle entesi) sono un ampio ed eterogeneo gruppo di artriti infiammatorie caratterizzate dal coinvolgimento della sinovia e delle entesi sia a livello della colonna (spondilo-) che delle articolazioni periferiche (-artriti). Queste artriti sono strettamente connesse dall'assenza sierica di fattore reumatoide (sieronegative) e colpiscono prevalentemente individui geneticamente predisposti.

## Classificazione
Le spondiloartriti sieronegative comprendono
- Spondilite anchilosante, entità clinico-patologica che si muove all'interno di un terreno genetico noto (presenza di antigeni di istocompatibilità di classe I di tipo HLA B2706 e HLA B2709) con coinvolgimento tipico del rachide, delle articolazioni sacro-iliache e formazioni di sindesmofiti ("ponti" ossei tra le vertebre).
- Artrite psoriasica, malattia connessa con la psoriasi e che si distingue dalla spondilite anchilosante per un maggiore coinvolgimento delle articolazioni periferiche (soprattutto polso e interfalangee distali). La connessione con HLA B27 è meno forte.
- Entesoartrite enteropatica, connessa a malattie quali la rettocolite ulcerosa e la malattia di Crohn.
- Entesoartrite reattiva, nella sindrome di Reiter o in altre artriti spesso connesse con HLA B27.
- Sindrome SAPHO
- Entesoartriti indifferenziate

## Caratteristiche comuni
Nello studio delle spondiloartriti sieronegative, in considerazione anche del comune terreno genetico, è bene ricordare che vi è spesso un'evidenza clinica di sovrapposizione tra i vari complessi sindromici. A livello classificatico può essere infatti difficile apprezzare una differenza netta e dicotomica tra le varie sindromi. Molti sintomi e segni sono comuni e spesso è difficile elaborare una diagnosi netta e precoce in un soggetto che mostra un quadro clinico riconducile ad una spondiloartrite sieronegativa. Negli anni si è reso necessario introdurre il concetto di entesoartrite indifferenziata, entità clinica che, pur presentando molte caratteristiche comuni alle spondiloartriti (si veda più avanti), non rientra in un preciso quadro classificativo per l'assenza di alcuni caratteri distintivi. 
I caratteri comuni delle varie spondiloartriti sono:
- Negatività per il fattore reumatoide, importantissimo elemento che permette la diagnosi differenziale con artrite reumatoide
- Coinvolgimento infiammatorio del rachide, con esordio insidioso di mal di schiena prima dei 40 anni che deve persistere per almeno 3 mesi.
- Artrite periferica mono od oligoarticolare e asimmetrica soprattutto dell'arto inferiore (altro elemento di diagnosi differenziale con artrite reumatoide che invece tende a coinvolgere molte articolazioni in maniera simmetrica).
- Presenza di tendiniti o capsuliti; in particolare la capsula articolare è coinvolta a livello dell'inserzione con l'osso. Questo è un carattere d'esordio e che giustifica il dolore nelle fasi iniziali della malattia.
- Associazione con antigeni di istocompatibilità di classe I di tipo HLA B27. Individui con questo gene hanno una maggiore predisposizione (massima per la spondilite anchilosante, minima nelle artriti reattive). Il gene che codifica per il complesso maggiore di istocompatibilità sembra essere coinvolto in una inadeguata presentazione di peptidi artritogenici ai linfociti T stimolati da un evento esterno quale un'infezione batterica o virale sconosciuta. I linfociti T attivati da HLA B27 sono in grado di sostenere un quadro infiammatorio a livello articolare.
- Tendenza ad aggregazione familiare, nel senso che frequentemente si riscontrano quadri di spondiloartriti sieronegative (anche diverse) all'interno della stessa famiglia.
- Coinvolgimento extra-articolare spesso comune. Tutte queste malattie tendono ad evolvere verso quadri infiammatori a livello dell'occhio (associati a nefrite tubolo-interstiziale nella sindrome TINU), dell'intestino, della valvola aortica, del parenchima polmonare, della cute, delle mucose e dell'apparato genitale.

## Criteri per lo studio e la diagnosi delle spondiloartriti sieronegative
Una linea direttiva per la diagnosi (che deve essere confermatata da indagini strumentali e di laboratorio) si basa sul riscontro di
- Lombalgia infiammatoria o oligoartrite asimmetrica degli arti inferiori

più almeno uno di questi riscontri
- Storia familiare di spondilite, psoriasi o enteropatia
- Sacroileite (infiammazione dell'articolazione sacroiliaca)
- Entesite
- Psoriasi
- Enteropatia infiammatoria
- Uretrite, cervicite o diarrea acuta nell'ultimo mese
- Dolore alternante ai glutei

## Entesoartriti indifferenziate
Molti soggetti presentano molte delle caratteristiche cliniche presenti nelle diverse spondiloartriti sieronegative sinovite del ginocchio, tendinite del tendine d'Achille, entesotendinite delle dita), senza soddisfare tutti i criteri che permettono una diagnosi specifica. I soggetti colpiti da queste forme indifferenziate sono spesso giovani adulti (soprattutto maschi, 69-80%) e dimostrano una positività per il gene HLA B27 e una buona risposta clinica all'infliximab, farmaco antagonista del TNF-α. Alcuni di questi pazienti svilupperanno successivamente psoriasi od una malattia infiammatoria cronica intestinale, fino a soddisfare i criteri di diagnosi per una spondiloartrite specifica. Inoltre, non è raro riscontrare i segni (presenza di antigeni o anticorpi specifici nel siero del paziente) di un'infezione scatenante (artrite reattiva) intestinale o dell'apparato genito-urinario rimasta clinicamente silente

## BIbliografia
- UNIREUMA, Reumatologia, Napoli, Idelson-Gnocchi, 2008, ISBN 978-88-7947-451-1.
- Harrison, Principi di Medicina Interna (16ª edizione), New York - Milano, McGraw-Hill, 2006, ISBN 88-386-2459-3.